# Scat
Lo scat è una tecnica vocale tipica della musica jazz, che consiste nell'imitazione del fraseggio strumentale. Non prevede l'uso di parole compiute, bensì di sillabe scelte in base al loro suono e all'andamento ritmico e melodico della frase eseguita. 

## Storia
Lo scat si è affermato in ambito live sia in estemporanei assoli su schemi armonici prestabiliti, sia in fraseggi contrappuntistici o "concertati", alternati con altri strumenti. 
Da un punto di vista fonatorio lo scat si avvale di un'infinita varietà di suoni svincolati da linguaggi convenzionali. Memorabili alcune storiche performance scat in vari concerti di Leo Watson, di Mark Murphy, del docente Bob Stoloff, di Ella Fitzgerald, Mel Tormé, Cab Calloway, Dizzy Gillespie, nel vocalese dei pionieri King Pleasure, Eddie Jefferson, Jon Hendricks e in epoca più recente di Al Jarreau, George Benson e del "percussionista vocale" Bobby McFerrin.
Una diffusa leggenda attribuiva l'invenzione dello scat a Louis Armstrong: egli raccontò di aver avuto per caso l'idea di cantare sillabe senza senso al posto di un testo quando, durante una registrazione della canzone Heebie Jeebies, nel 1926, il brano che stava leggendo gli cadde dal leggio. Questa attribuzione di paternità è stata smentita, anche se rimane innegabile che Armstrong sia stato uno dei principali artefici della diffusione dello scat a partire dalla metà degli anni venti.